# بادن كوك
بادن كوك (بالإنجليزية: Baden Cooke) مواليد 12 أكتوبر 1978 في فيكتوريا، أستراليا، هو دراج أسترالي سابق في صنف سباق الدراجات على الطريق. سبق أن شارك في دورة الألعاب الأولمبية الصيفية.

## سجل النتائج

### سباقات أو مراحل فاز بها
- طواف فرنسا
- طواف سويسرا

## الميداليات
| الميدالية | المسابقة                  |
| --------- | ------------------------- |
| برونزية   | دورة ألعاب الكومنولث 2002 |

## وصلات خارجية
- الموقع الرسمي

## روابط خارجية
- بادن كوك على موقع الاتحاد الدولي للدراجات (الإنجليزية)
- بادن كوك على موقع أرشيف الدراجات (الإنجليزية)
- بادن كوك على موقع إحصائيات الدراجات الإحترافية (الإنجليزية)
- بادن كوك على موقع نسبة الدراجات (الإنجليزية)
- بادن كوك على موقع CycleBase (الإنجليزية)
- بادن كوك على موقع أوليمبيديا (الإنجليزية)
- بادن كوك على موقع اللجنة الأولمبية الأسترالية (الإنجليزية)
- بادن كوك على موقع اتحاد ألعاب الكومنولث (مؤرشف) (الإنجليزية)